# Wojciech Krzykała
Wojciech Krzykała (ur. 15 października 1950) – polski koszykarz występujący na pozycji rozgrywającego, wielokrotny medalista mistrzostw Polski, po zakończeniu kariery zawodniczej trener koszykarski.
Jest absolwentem studiów prawniczych na Uniwersytecie Marii Curie-Skłodowskiej.
Jego syn – Jacek Krzykała był także zawodowym koszykarzem.

## Osiągnięcia
Na podstawie, o ile nie zaznaczono inaczej.
Klubowe
- 2-krotny mistrz Polski (1982, 1988)
- 3-krotny wicemistrz Polski (1981, 1983, 1986)
- Finalista Pucharu Polski (1978, 1979)
- Awans do najwyższej klasy rozgrywkowej ze Startem Lublin (1974)